# Glasco (New York)
Glasco est une census-designated place du comté d'Ulster, dans l'État de New York, aux États-Unis,. En 2020, elle compte une population de 2 013 habitants.